# ②スマイルセンセーション
『②スマイルセンセーション』（に スマイルセンセーション）は、スマイレージの2ndオリジナルアルバム。2013年5月22日にアップフロントワークス（hachamaレーベル）から発売された。

## 概要
初回生産限定盤、通常盤の2形態で発売される。初回生産限定盤には、DVDが付く。

## 収録曲
全作詞・作曲：つんく
1. 新・日本のすすめ!
編曲：大久保薫
2. 旅立ちの春が来た
編曲：大久保薫
メジャー13thシングル
3. 大人の途中
編曲：平田祥一郎
4. 天真爛漫
編曲：大久保薫
5. 好きよ、純情反抗期。
編曲：大久保薫
メジャー11thシングル
6. 私の心
編曲：大久保薫
7. 夕暮れ 恋の時間
編曲：板垣祐介
8. ねぇ 先輩
編曲：平田祥一郎
9. さよなら さよなら さよなら
編曲：AKIRA
10. 寒いね。
編曲：大久保薫
メジャー12thシングル

### 初回生産限定盤の特典DVD
1. 寒いね。（Close-up Ver.II）
2. 旅立ちの春が来た（Another Ver.）
3. 旅立ちの春が来た（Dance Shot Ver.II）
4. 夕暮れ 恋の時間（和田彩花Solo Ver.）
5. 夕暮れ 恋の時間（福田花音Solo Ver.）
6. 夕暮れ 恋の時間（中西香菜Solo Ver.）
7. 夕暮れ 恋の時間（竹内朱莉Solo Ver.）
8. 夕暮れ 恋の時間（勝田里奈Solo Ver.）
9. 夕暮れ 恋の時間（田村芽実Solo Ver.）
10. アルバムメイキング映像

## 参加メンバー
- 1期：和田彩花、福田花音
- 2期：中西香菜、竹内朱莉、勝田里奈、田村芽実